# Emma (román)
Emma je román anglické spisovatelky Jane Austenové, který byl vydán v roce 1816. Tato autorčina kniha je zároveň poslední, která vyšla ještě za jejího života.
Román široce a detailně vypráví o životě v uzavřeném venkovském společenství a zobrazuje duševní vývoj mladé a emancipované hrdinky, Emmy Woodhousové. Je bohatá, vzdělaná a dobře vychovaná, ale navíc i přehnaně sebevědomá. Život v poklidném prostředí jí totiž dosud nevyvrátil její naivní představy o vlastní neomylnosti. Když se pak rozhodne zasahovat do osudů lidí kolem sebe, čeká ji mnoho nepříjemných překvapení. Ze svých chyb se ale nakonec dokáže poučit a objeví, co je pro ni skutečně důležité.

## Děj
V úvodu příběhu řeší Emma nemilou situaci. Její vychovatelka a zároveň nejmilejší přítelkyně slečna Taylorová se vdala za jejich souseda pana Westona a Emma teď nemá, s kým by sdílela svůj čas. Tento problém vyřeší tím, že k sobě vezme Harriet, prostoduchou a nemajetnou dívku ze sousedství. Ta se sice intelektem ani vzděláním nevyrovná ztracené slečně Taylorové, ale Emma se rozhodne být jí učitelkou a rádkyní a zajistit jí lepší postavení ve společnosti.
Pan Knightley, rodinný přítel, Emmu varuje, aby se nesnažila zasahovat do životů jiných lidí, ale nepochodí. Jak se zdokonaluje Harrietino chování a společenské vystupování, rostou i Emminy požadavky na případného Harrietina manžela. Proto svou přítelkyni přemluví, aby se již nestýkala s mladým farmářem Martinem, který se do té doby o Harriet ucházel. Podle Emmina názoru jí ale není hoden.

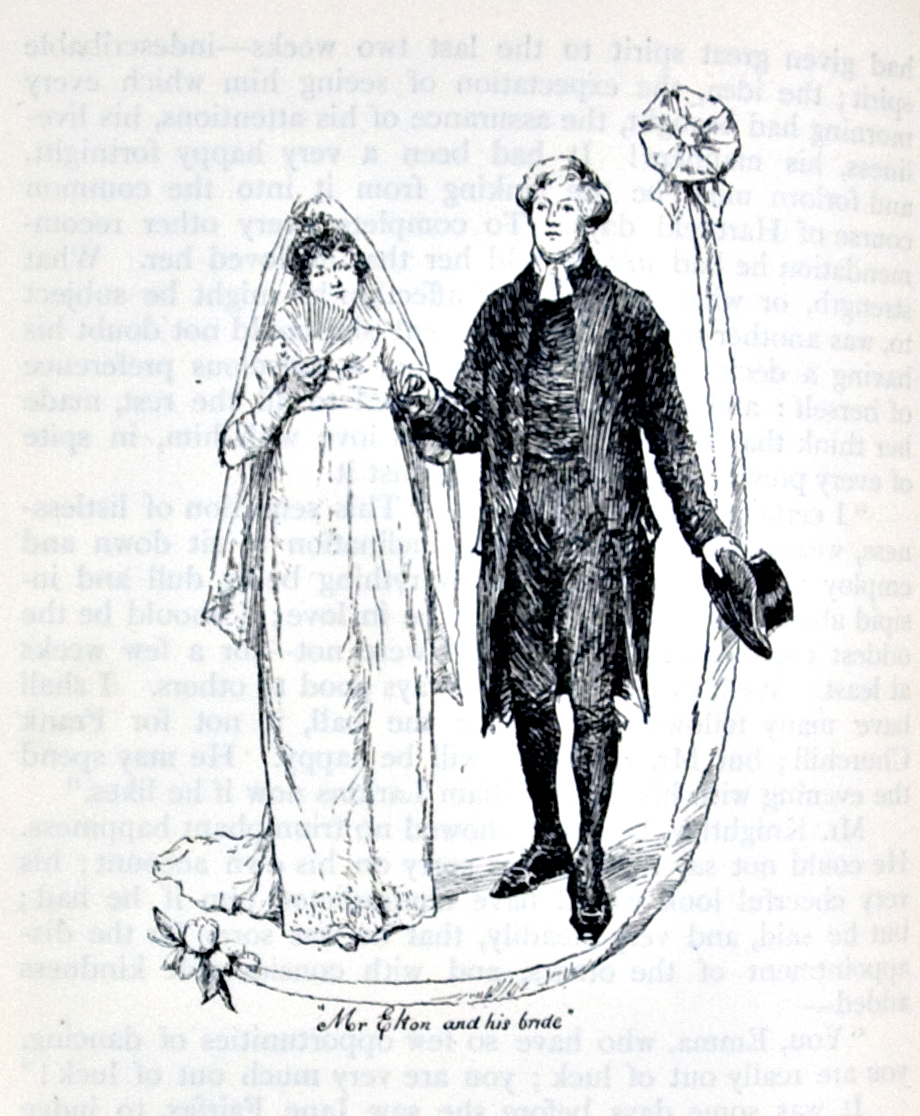
Pan Elton představuje svoji novomanželku, ilustrace Chrise Hammonda z vydání r. 1898

Emma pro ni hledá lepší partii, a proto ji přesvědčí o náklonnosti pana Eltona, místního faráře. Prostá dívka bezmezně důvěřuje úsudku své zkušenější přítelkyně a brzy nachází na chování pana Eltona tolik kladných vlastností, že se do něj zamiluje. Pan Elton dává najevo, že rád pobývá v jejich společnosti. Avšak čas přinese oběma dívkám nemilé překvapení - pokrytecký pan Elton se totiž neucházel o Harriet, ale o bohatou a dobře zajištěnou Emmu. Ta ho ovšem odmítne a uražený pan Elton odjíždí z městečka. Emma je zdrcena. Nejen, že se zmýlila, ale navíc tím ublížila Harriet. Ta se ze své lásky k panu Eltonovi dlouho nemůže vzpamatovat.
Mezitím se jejich malá společnost rozrůstá o další osoby. K blízkým sousedkám, dámám Batesovým, přijíždí na návštěvu jejich neteř Jane Fairfaxová. Pan Elton se po několika týdnech vrací. Stihnul se mezitím oženit a přiváží si sebou novomanželku, protivnou a panovačnou dámu, která se hodlá v jejich maloměstské společnosti co nejvíc prosazovat. A k manželům Westonovým přijíždí na dlouho očekávanou návštěvu syn pana Westona Frank Churchill, pohledný mladý muž, který byl adoptován a vychován svou tetou, paní Churchillovou.

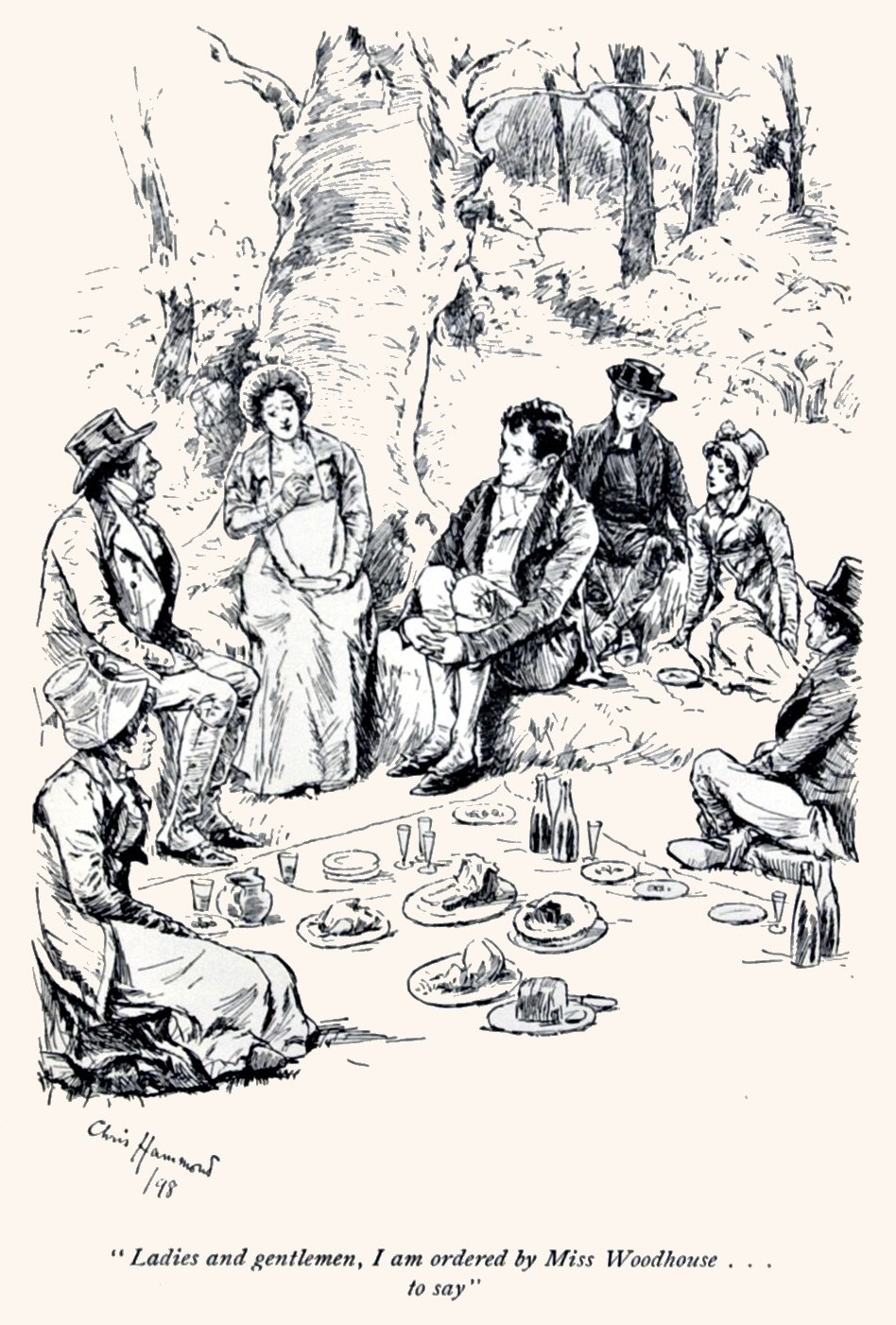
picnic na Box Hillu, ilustrace Chrise Hammonda z roku 1898

Frank se pilně snaží všem zalíbit a zvláště Emmě prokazuje spoustu pozornosti. Jedině k Jane Fairfaxové se chová s odstupem, a dokonce o ní začne roznášet pomluvu, že je zamilovaná do pana Dixona, manžela své nejlepší přítelkyně. Emma nemá Jane příliš v lásce a tak této domněnce ochotně uvěří. Harriet konečně prohlédne neupřímnou povahu pana Eltona, protože se ji snažil přede všemi ponížit na plese. Emma je přesvědčena, že Harriet nyní přenesla svou náklonnost na Franka Churchilla. Všichni ostatní se ovšem domnívají, že Frank je zamilovaný do Emmy, což ona pokládá za lichotivé, přesto ho ale hodlá zdvořile odmítnout a přenechat Harriet. Pan Knightley, který Emmě zprvu její přátelství s Harriet příliš neschvaloval, se s ním nyní smířil a zdá se, že si dokázal Harriet oblíbit, má ale různé výhrady proti Franku Churchillovi. Protivná paní Eltonová mezitím při různých příležitostech ztrpčuje Emmě život svou namyšleností a důležitostí.
Po mnoha drobných příhodách přijde překvapivé odhalení. Frankova teta umírá a Frank se svým příbuzným přiznává k tomu, že je již dlouhou dobu tajně zasnouben s Jane Fairfaxovou. Snažil se to všemožně utajit, protože byl na své bohaté a nepřející tetě zcela závislý. Když zděšená Emma sdělí tuto zprávu své přítelkyni, Harriet ji velice překvapí, prohlásí totiž, že o Franka Churchilla nikdy nestála. A Emma zjistí, jak velkou chybu udělala, když učila svou přítelkyni sebedůvěře. Harriet se totiž zamilovala do pana Knightleyho, Emmina přítele a nejdůvěrnějšího společníka. A Emma ke svému úžasu zjišťuje, že žárlí. Teprve teď si uvědomí, co vlastně pro ni pan Knightley znamená a že si v žádném případě nepřeje ho ztratit. Přesto, nebo možná právě proto, že ji nikdy nezahrnoval planými lichotkami a ke všemu co dělala, byl nestranně kritický.
Emma proto ani nemůže uvěřit svému štěstí, když ji nakonec pan Knightley o ruku požádá. I on si totiž uvědomil, že nechce ztratit ji. Žárlivost na Franka Churchilla ho donutila přiznat si, že ji již dlouho miluje. Dobrého konce se nakonec dočká i osud Harriet, která po náhodném setkání s panem Martinem poznává, že se jeho city k ní vůbec nezměnily.

## Postavy
- Emma Woodhousová – velmi bohatá a vzdělaná dívka, která je však příliš přesvědčená o vlastní dokonalosti. Sestra Isabely Knightleyové a ochránkyně Harriet Smithové. Její matka zemřela, když byla malá, a proto se o ni starala guvernantka, slečna Taylorová.
- slečna Taylorová – dívčí jméno bývalé guvernantky Emmy Woodhousové. Po svatbě s panem Westonem ji opustila, aby se starala o vlastní domácnost, stále však zůstaly důvěrnými přítelkyněmi.
- Harriet Smithová – chráněnka Emmy Woodhousové, která se ji snaží zdokonalit a najít jí vhodného ženicha.
- George Knightley – bohatý statkář, příbuzný a dlouholetý nejbližší přítel Emmy Woodhousové a jejího otce, rozumný a šlechetný muž, který se snaží pomáhat všem okolo. Nedává to najevo, ale je již dlouho do Emmy zamilován.
- Frank Churchill – syn z prvního manželství pana Westona, nežije však s otcem, neboť ho adoptovala jeho bohatá bezdětná teta.
- Jane Fairfaxová – neteř a vnučka dam Batesových, je sirotek a byla vychována v rodině plukovníka Campbella, přítele jejího otce.
- pan Woodhouse – otec Emmy Woodhouseové, je velmi vlídný a ke každému milý, trpí ale těžkou hypochondrií.
- pan Elton – místní farář
- Robert Martin – mladý farmář
- rodina Campbellových – plukovník Campbell byl přítelem otce Jane Fairfaxové, který mu zachránil život. Vzal si Jane k sobě jako svou svěřenku, aby jí dopřál vzdělání a tím jí zaopatřil.
- rodina Batesových – stará dáma a její neprovdaná dcera, babička a teta Jane Fairfaxové.
- pan Weston – soused Woodhouseových, manžel jejich bývalé guvernantky slečny Taylorové a otec Franka Churchilla.
- manželé Knightleyovi – sestra Emmy Woodhouseové, Isabela Knightleyová se svým manželem Johnem, bratrem George Knightleyho, bydlí v Londýně.
- paní Goddardová – ředitelka venkovského internátu, ve kterém původně žila Harriet, přítelkyně dam Batesových.
- paní Churchillová – Frankova teta, bohatá, panovačná a hypochondrická, týrající okolí svými rozmary. Po smrti Frankovy matky, první manželky pana Westona, mu nabídla, že spolu se svým mužem Franka adoptují a učiní ho svým dědicem.

## Česká vydání
- Emma (překlad Eva Kondrysová, ilustrace Adolf Born; Praha, Svoboda, 1982;
- Emma (překlad Eva Kondrysová; Knižní klub Ikar, 2001; Academia, 2004; Leda, 2008 a 2009)
- Emma (překlad Eva Ruxová; Praha, Ottovo nakladatelství, 2011)
- Emma (překlad Lucie Mikolajková; Praha, CooBoo, 2022)

## Filmové adaptace
- Emma – americká romantická komedie z roku 1996, v hlavních rolích Gwyneth Paltrow a Jeremy Northam
- Emma – britský romantický televizní film z roku 1996, v hlavních rolích Kate Beckinsale a Mark Strong
- Slečna Emma – britský romantický seriál z roku 2009
- Emma. – britská romantická komedie z roku 2020